# 女神異聞錄4 終極深夜鬥技場
《女神異聞錄4 終極深夜鬥技場》，簡稱「P4U」，是Atlus於2012年3月1日發售的街機格鬥遊戲，其後於2012年7月26日發售对应PlayStation 3和Xbox 360的家用版。
2013年11月28日發售《終極深夜鬥技場》的續作《女神異聞錄4 無敵究極背橋摔》，簡稱「P4U2」，其後於2014年8月24日發售对应PlayStation 3和於2014年9月30日發售对应Xbox 360的家用版。

## 故事劇情

### P4U
引起社会骚动的稻羽市“怪异连续杀人事件”解决了，升为三年级的鸣上在2012年5月利用黄金周再次回到了稻羽市。街上流传着新的传说。那是在雨夜，一看没有打开电源的电视就能看到的不可思议的节目「P-1 Grand Prix」。在名为「决死的格斗秀」的节目中，可以看到自己被塑造成参赛角色的样子，和与平时装束不同的小熊。
与深夜电视内的小熊的联络也断绝，以前的「自称特别搜查队」的伙伴也相继失踪。为了和剩下的成员一起解决事件，他们再次跳进了深夜电视电视里。另一方面，在桐条家和警视厅的协助下，担任特殊部队「暗影行者」的部长的美鹤，为了对原因不明的再次行动的拉比莉斯进行搜索和回收，召集了过去特别课外活动部的成员，访问了有线索的八十稻羽。

### P4U2
在鳴上和美鶴等人解決學校的「P-1 Grand Prix」事件後數天，稻羽市的陰影反應及小熊總統再度出現。因此正在調查「P-1 Grand Prix」的美鶴及真田等人再次趕往稻羽市，不料「怪異連續殺人事件」的殺人犯足立透早已假扮成她們的司機，綁架一行人到再次舉行「P-1 Grand Prix」的學校。同時，整個稻羽市突然電力中斷及被紅色濃霧包圍，鳴上等人要再次和自己的陰影戰鬥，亦要在學校找出幕後黑手及救出美鶴及真田等人!

## 漫畫版
- 《女神異聞錄4 終極深夜鬥技場》

『ペルソナマガジン』10号・ONE MOREで連載され、『電撃マオウ』2013年1月号より2014年3月号まで連載。全3巻。
作者は藍屋球。 特設サイトでは、第1・2話および最新号の直前回が無料で試し読みできる。
| 卷數 | 電擊魔王      | 電擊魔王               |
| 卷數 | 發售日期      | ISBN                   |
| ---- | ------------- | ---------------------- |
| 1    | 2013年5月27日 | ISBN 978-4-04-891464-2 |
| 2    | 2013年8月27日 | ISBN 978-4-04-891995-1 |
| 3    | 2014年2月27日 | ISBN 978-4-04-866344-1 |

- 《女神異聞錄4 無敵究極背橋摔》

『電撃マオウ』2015年8月号から2018年6月号まで連載。作画は斉藤ロクロ。全4巻。
| 卷數 | 電擊魔王      | 電擊魔王               |
| 卷數 | 發售日期      | ISBN                   |
| ---- | ------------- | ---------------------- |
| 1    | 2016年1月27日 | ISBN 978-4-04-865640-5 |
| 2    | 2016年9月27日 | ISBN 978-4-04-892336-1 |
| 3    | 2017年9月27日 | ISBN 978-4-04-893349-0 |
| 4    | 2018年6月27日 | ISBN 978-4-04-893893-8 |

『電撃マオウ』・『ペルソナマガジン』で連載。作画は八十八良。ペルソナ3以降のシリーズを主なネタにしたギャグ系４コマ漫画。

## 舞台版
「P4U」が2014年12月19日から23日に東京芸術劇場プレイハウスにて上演。「P4U2」が2016年7月6日から10日にシアターGロッソにて上演。

## 外部連結
- 《女神異聞錄4 終極深夜鬥技場》（P4U）官方網站（页面存档备份，存于）（日語）
- 《女神異聞錄4 無敵究極背橋摔》（P4U2）官方網站（页面存档备份，存于）（日語）